# Даждевњак
Даждевњак (лат. Salamandra) је род репатих водоземаца (Urodela), који обухвата шест врста. Назив даждевњак потиче од старословенске речи дажд што значи киша. Ареал рода простире се у средњој и јужној Европи, западној Азији и северној Африци. Најпознатија врста је шарени даждевњак.

## Врсте
| Слика | Народно име                     | Научно име                                                    | Распрострањеност                           |
| ----- | ------------------------------- | ------------------------------------------------------------- | ------------------------------------------ |
|       | шарени даждевњак                | Salamandra salamandra (Linnaeus, 1758)                        | јужна и средња Европа                      |
|       | црни даждевњак                  | Salamandra atra Laurenti, 1768                                | средњи и источни Алпи и Динарске планине   |
|       | северноафрички шарени даждевњак | Salamandra algira Bedriaga, 1883                              | Алжир, Мароко, Шпанија и могуће Тунис      |
|       | корзикански шарени даждевњак    | Salamandra corsica Savi, 1838                                 | Корзика                                    |
|       | блискоисточни шарени даждевњак  | Salamandra infraimmaculata Martens, 1885                      | Иран, Ирак, Израел, Либан, Сирија и Турска |
|       | Ланцин црни даждевњак           | Salamandra lanzai Nascetti, Andreone, Capula et Bullini, 1988 | Француска и Италија                        |
|       | дугоноси даждевњак              | Salamandra longirostris Joger and Steinfartz, 1994            |                                            |

## Даждевњак у култури
По народном предању може да произведе тако гласан звук да од њега може да се оглуви. Исто тако, верује се да ће дете коме даждевњак пређе преко руке имати леп рукопис.